# Singoli al numero uno nella Billboard Hot 100 nel 2011

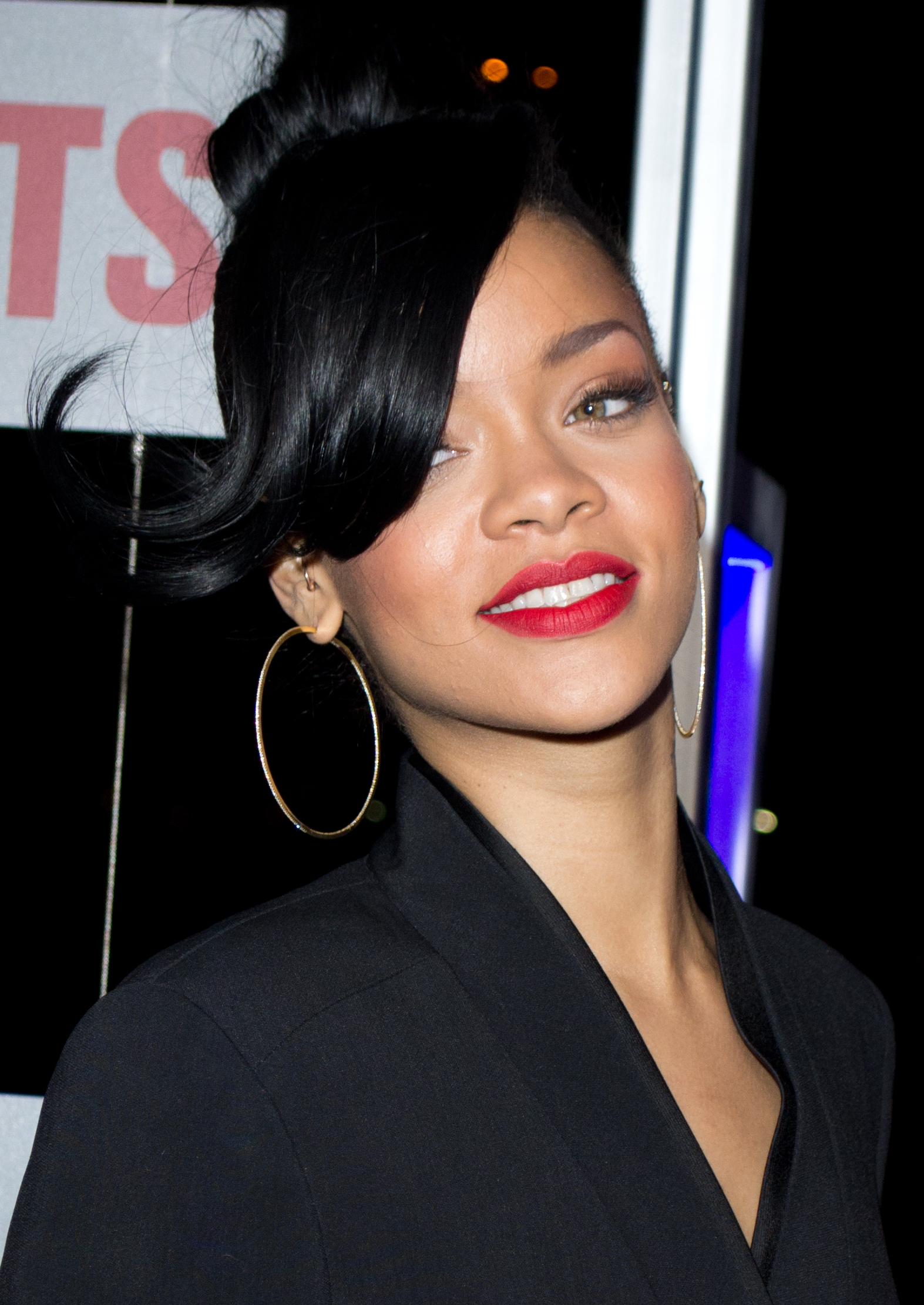
Rihanna ha ottenuto la sua 10ª e 11ª numero con S&M e We Found Love.

Di seguito è proposta la lista dei singoli al numero uno nella Billboard Hot 100 nel 2011.

La Billboard Hot 100 è una classifica dei singoli più venduti negli Stati Uniti d'America redatta dal magazine Billboard e stilata sulla base dei dati di vendita calcolati non solo sugli album venduti "fisicamente", ma anche sulle vendite digitali e sui passaggi in radio.
Durante il 2011 sono stati 13 i singoli che hanno raggiunto la prima posizione della Billboard Hot 100, ai quali si aggiunge Firework di Katy Perry che aveva iniziato il suo dominio a fine 2010.
Durante l'anno sono stati nove gli artisti che hanno ottenuto la loro prima numero uno negli Stati Uniti, ovvero Wiz Khalifa, Adele, Pitbull, Afrojack, Nayer, LMFAO, Lauren Bennett, GoonRock e Calvin Harris.
Adele, Britney Spears, Katy Perry e Rihanna hanno ognuna ottenuto due numero uno durante il 2011.
Rolling in the Deep, della cantante britannica Adele, è stato il brano di maggior successo del 2011, che ha raggiunto anche la vetta della classifica di fine anno Billboard Year-End Hot 100. Adele è diventata la quarta artista solista ad avere, in un anno solare, più di una numero uno che è rimasta almeno 5 settimane in vetta.
We Found Love, della cantante barbadiana Rihanna, è stata la numero uno con la maggior permanenza in vetta, con 10 settimane non consecutive (8 nel 2011 e 2 nel 2012). In questo modo, Rihanna è diventata solo l'11ª cantante donna a rimanere almeno 10 settimane in cima alla Hot 100. Rolling In the Deep è rimasta in prima posizione per 7 settimane consecutive, mentre Born This Way di Lady Gaga — la 1.000ª numero uno della classifica — e Party Rock Anthem degli LMFAO hanno stanziato in cima alla classifica per 6 settimane. E.T. di Katy Perry e Someone Like You di Adele sono entrambe rimaste in prima posizione per 5 settimane.

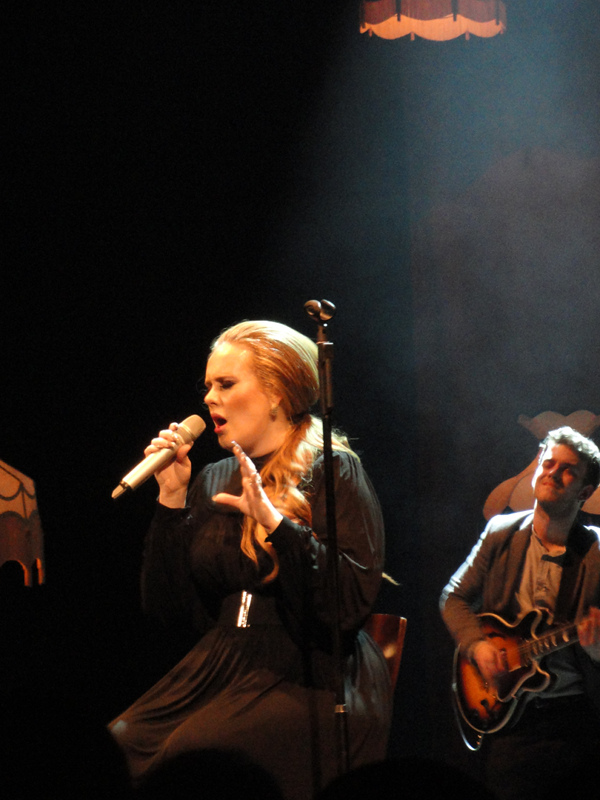
Adele è l'artista che è rimasta più tempo in testa alla Billboard Hot 100 nel 2012 (12 settimane)

Nel 2011 due canzoni hanno debuttato direttamente in prima posizione, Hold It Against Me di Britney Spears e Born This Way di Lady Gaga.

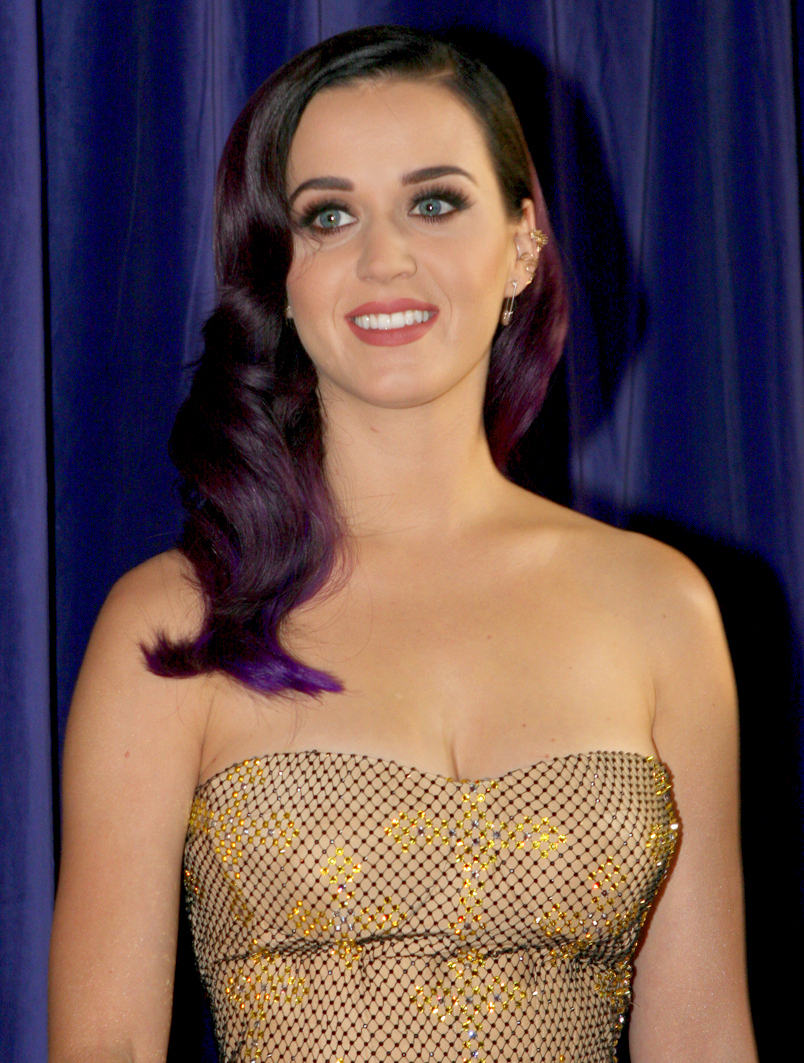
Con E.T. e Last Friday Night (T.G.I.F.), Katy Perry è diventata la prima artista donna a ottenere 5 numero uno dallo stesso album.

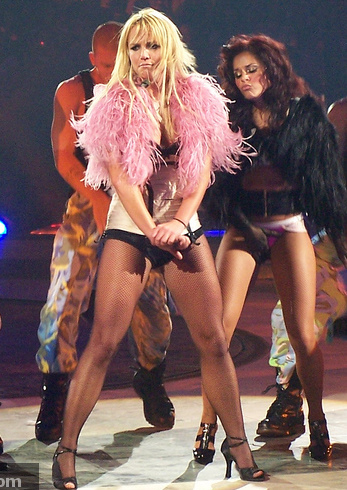
Britney Spears è diventata la prima donna a ottenere una numero uno negli anni '90, 2000 e 2010 grazie a Hold It Against Me che ha debuttato in vetta alla classifica.

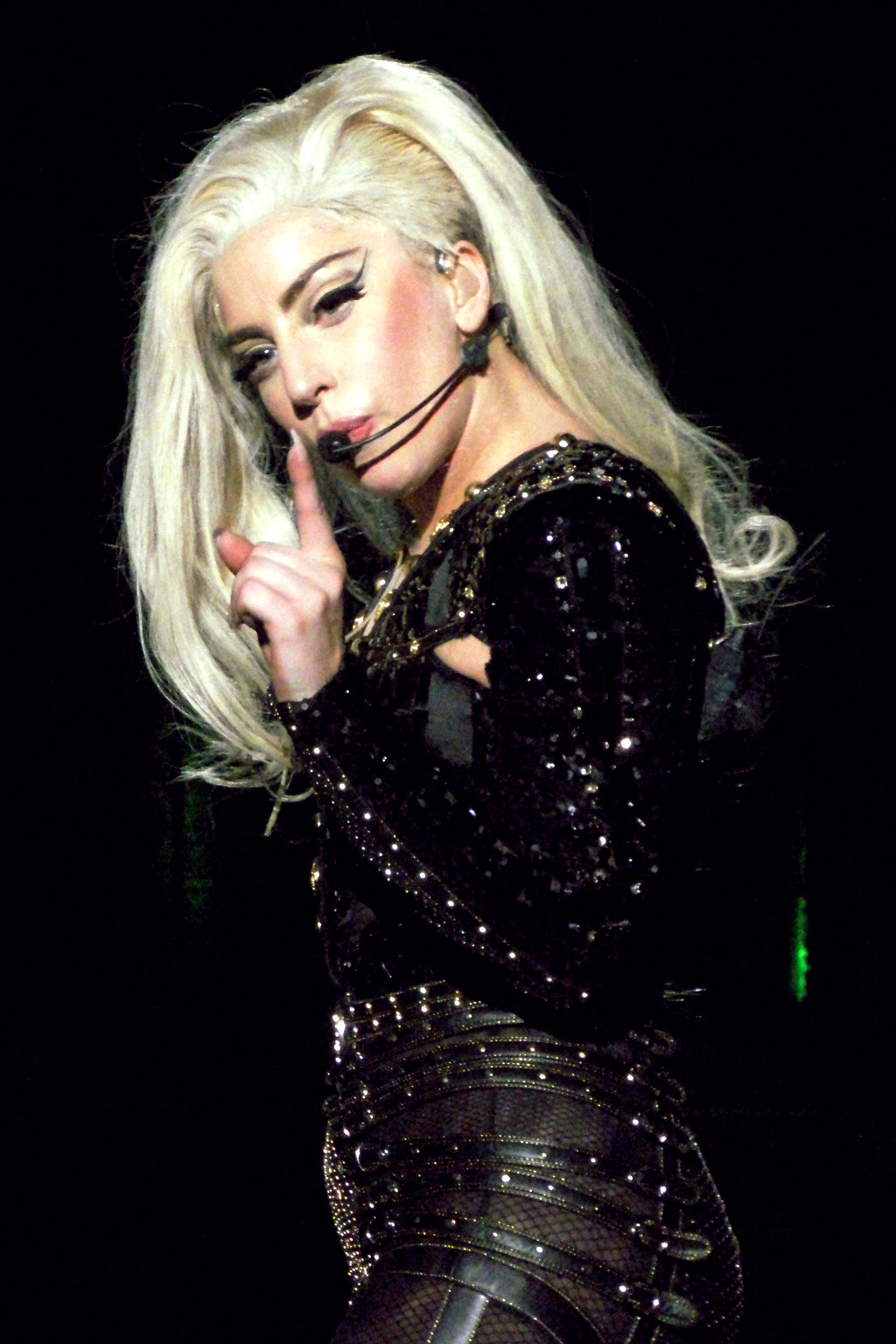
Born This Way di Lady Gaga ha debuttato ed è rimasta in prima posizione per 6 settimane.

## Hot 100
| † | Indica la canzone con le migliori prestazioni del 2011 |

| Data         | Brano                        | Artista                               | Totale settimane al numero uno | Fonti  |
| ------------ | ---------------------------- | ------------------------------------- | ------------------------------ | ------ |
| 1º gennaio   | Firework                     | Katy Perry                            | 4                              | [ 11 ] |
| 8 gennaio    | Grenade                      | Bruno Mars                            | 4                              | [ 12 ] |
| 15 gennaio   | Firework                     | Katy Perry                            | 4                              | [ 13 ] |
| 22 gennaio   | Grenade                      | Bruno Mars                            | 4                              | [ 14 ] |
| 29 gennaio   | Hold It Against Me           | Britney Spears                        | 1                              | [ 15 ] |
| 5 febbraio   | Grenade                      | Bruno Mars                            | 4                              | [ 16 ] |
| 12 febbraio  | Grenade                      | Bruno Mars                            | 4                              | [ 17 ] |
| 19 febbraio  | Black and Yellow             | Wiz Khalifa                           | 1                              | [ 18 ] |
| 26 febbraio  | Born This Way                | Lady Gaga                             | 6                              | [ 19 ] |
| 5 marzo      | Born This Way                | Lady Gaga                             | 6                              | [ 20 ] |
| 12 marzo     | Born This Way                | Lady Gaga                             | 6                              | [ 21 ] |
| 19 marzo     | Born This Way                | Lady Gaga                             | 6                              | [ 22 ] |
| 26 marzo     | Born This Way                | Lady Gaga                             | 6                              | [ 23 ] |
| 2 aprile     | Born This Way                | Lady Gaga                             | 6                              | [ 24 ] |
| 9 aprile     | E.T.                         | Katy Perry feat. Kanye West           | 5                              | [ 25 ] |
| 16 aprile    | E.T.                         | Katy Perry feat. Kanye West           | 5                              | [ 26 ] |
| 23 aprile    | E.T.                         | Katy Perry feat. Kanye West           | 5                              | [ 27 ] |
| 30 aprile    | S&M                          | Rihanna feat. Britney Spears          | 1                              | [ 28 ] |
| 7 maggio     | E.T.                         | Katy Perry feat. Kanye West           | 5                              | [ 29 ] |
| 14 maggio    | E.T.                         | Katy Perry feat. Kanye West           | 5                              | [ 30 ] |
| 21 maggio    | Rolling in the Deep †        | Adele                                 | 7                              | [ 31 ] |
| 28 maggio    | Rolling in the Deep †        | Adele                                 | 7                              | [ 32 ] |
| 4 giugno     | Rolling in the Deep †        | Adele                                 | 7                              | [ 33 ] |
| 11 giugno    | Rolling in the Deep †        | Adele                                 | 7                              | [ 34 ] |
| 18 giugno    | Rolling in the Deep †        | Adele                                 | 7                              | [ 35 ] |
| 25 giugno    | Rolling in the Deep †        | Adele                                 | 7                              | [ 36 ] |
| 2 luglio     | Rolling in the Deep †        | Adele                                 | 7                              | [ 37 ] |
| 9 luglio     | Give Me Everything           | Pitbull feat. Ne-Yo, Afrojack & Nayer | 1                              | [ 38 ] |
| 16 luglio    | Party Rock Anthem            | LMFAO feat. Lauren Bennett e GoonRock | 6                              | [ 39 ] |
| 23 luglio    | Party Rock Anthem            | LMFAO feat. Lauren Bennett e GoonRock | 6                              | [ 40 ] |
| 30 luglio    | Party Rock Anthem            | LMFAO feat. Lauren Bennett e GoonRock | 6                              | [ 41 ] |
| 6 agosto     | Party Rock Anthem            | LMFAO feat. Lauren Bennett e GoonRock | 6                              | [ 42 ] |
| 13 agosto    | Party Rock Anthem            | LMFAO feat. Lauren Bennett e GoonRock | 6                              | [ 43 ] |
| 20 agosto    | Party Rock Anthem            | LMFAO feat. Lauren Bennett e GoonRock | 6                              | [ 44 ] |
| 27 agosto    | Last Friday Night (T.G.I.F.) | Katy Perry                            | 2                              | [ 45 ] |
| 3 settembre  | Last Friday Night (T.G.I.F.) | Katy Perry                            | 2                              | [ 46 ] |
| 10 settembre | Moves Like Jagger            | Maroon 5 feat. Christina Aguilera     | 4                              | [ 47 ] |
| 17 settembre | Someone Like You             | Adele                                 | 5                              | [ 48 ] |
| 24 settembre | Moves Like Jagger            | Maroon 5 feat. Christina Aguilera     | 4                              | [ 49 ] |
| 1º ottobre   | Moves Like Jagger            | Maroon 5 feat. Christina Aguilera     | 4                              | [ 50 ] |
| 8 ottobre    | Moves Like Jagger            | Maroon 5 feat. Christina Aguilera     | 4                              | [ 51 ] |
| 15 ottobre   | Someone Like You             | Adele                                 | 5                              | [ 52 ] |
| 22 ottobre   | Someone Like You             | Adele                                 | 5                              | [ 53 ] |
| 29 ottobre   | Someone Like You             | Adele                                 | 5                              | [ 54 ] |
| 5 novembre   | Someone Like You             | Adele                                 | 5                              | [ 55 ] |
| 12 novembre  | We Found Love                | Rihanna feat. Calvin Harris           | 10                             | [ 56 ] |
| 19 novembre  | We Found Love                | Rihanna feat. Calvin Harris           | 10                             | [ 57 ] |
| 26 novembre  | We Found Love                | Rihanna feat. Calvin Harris           | 10                             | [ 58 ] |
| 3 dicembre   | We Found Love                | Rihanna feat. Calvin Harris           | 10                             | [ 59 ] |
| 10 dicembre  | We Found Love                | Rihanna feat. Calvin Harris           | 10                             | [ 60 ] |
| 17 dicembre  | We Found Love                | Rihanna feat. Calvin Harris           | 10                             | [ 61 ] |
| 24 dicembre  | We Found Love                | Rihanna feat. Calvin Harris           | 10                             | [ 62 ] |
| 31 dicembre  | We Found Love                | Rihanna feat. Calvin Harris           | 10                             | [ 63 ] |

Note:
1. 1 2  Ha raggiunto il numero uno anche nel 2010
2. ↑  Ha raggiunto il numero uno anche nel 2012